# Tierra de Ledesma

Tierra de Ledesma dans la province de Salamanque.

Tierra de Ledesma est une comarque du nord de la province de Salamanque dont la capitale est Ledesma.
Elle comprend 30 communes : Aldearrodrigo, Almenara de Tormes, Añover de Tormes, Doñinos de Ledesma, Encina de San Silvestre, El Arco, Gejuelo del Barro, Golpejas, Juzbado, La Mata de Ledesma, Ledesma, Monleras, Palacios del Arzobispo, Rollán, San Pedro del Valle, San Pelayo de Guareña, Sando, Santa María de Sando, Santiz, Sardón de los Frailes, Tabera de Abajo, Tremedal de Tormes, Valdelosa, Vega de Tirados, Villarmayor, Villasdardo, Villaseco de los Gamitos, Villaseco de los Reyes, Zamayón et Zarapicos.